# チャドラック・アコロ
チャドラック・アコロ（Chadrac Akolo、1995年4月1日 - ）はコンゴ民主共和国のサッカー選手。FCザンクト・ガレン所属。ポジションはMF、FW。

## 経歴
スイスに難民として移住し、FCベックスのユースを経てFCシオンに在籍した。
2015-16シーズンはヌーシャテル・ザマックスにレンタル移籍。
2017年7月9日、VfBシュトゥットガルトへ2021年6月までの4年契約で完全移籍。
2019年7月、アミアンSCに移籍。
2021年2月、SCパーダーボルン07へ2020-21シーズン終了までの期限付き移籍をした。
2022年7月3日、FCザンクト・ガレンに2年契約で移籍し、23-24シーズンにはスイス・スーパーリーグで得点王を獲得した。